# حميمق النحل المتوج

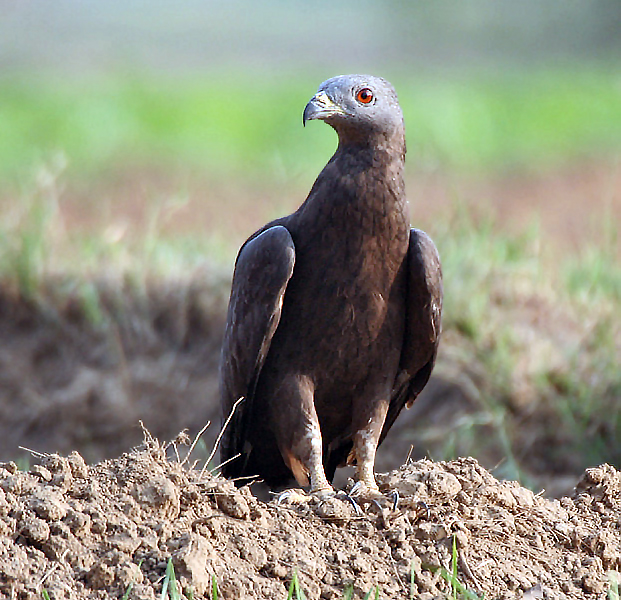

حميمق النحل المتوج أو حميمق النحل الشرقي أو الحَوَّام المُتَوَّج (باللاتينية: pernis ptilorhyncus) هو نوع من الحميمقات ينتمي إلى جنس حميمق النحل وفصيلة البازية هو طائر جارح. يتميز بقنبرة صغيرة تعلوم مقدم الرأس. موطنه الهند وجوارها. ريشه متراكب الألوان المتداخلة برَّاق المُوَاج. قوتُه الدُّوَيبَات والحشرات.
يتكاثر في آسيا من وسط سيبريا حتى شرق اليابان، وقد سجل رؤيته في مصر في منطقة العين السخنة عالم الطيور المصري شريف بهاء الدين وهو من الأنواع النادرة الذي سُجلت مشاهدتها مرات قليلة جدا.

## معرض صور

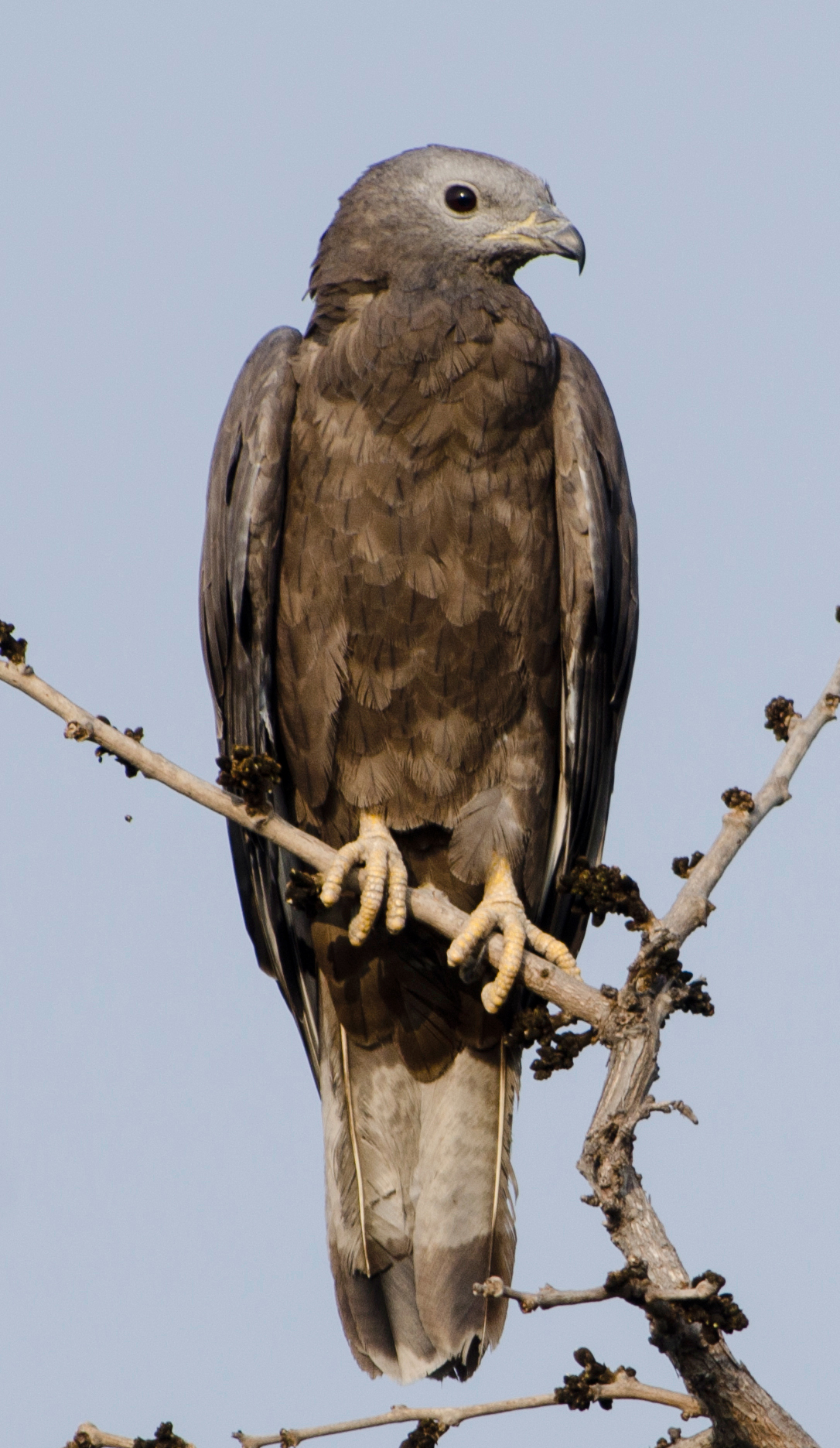
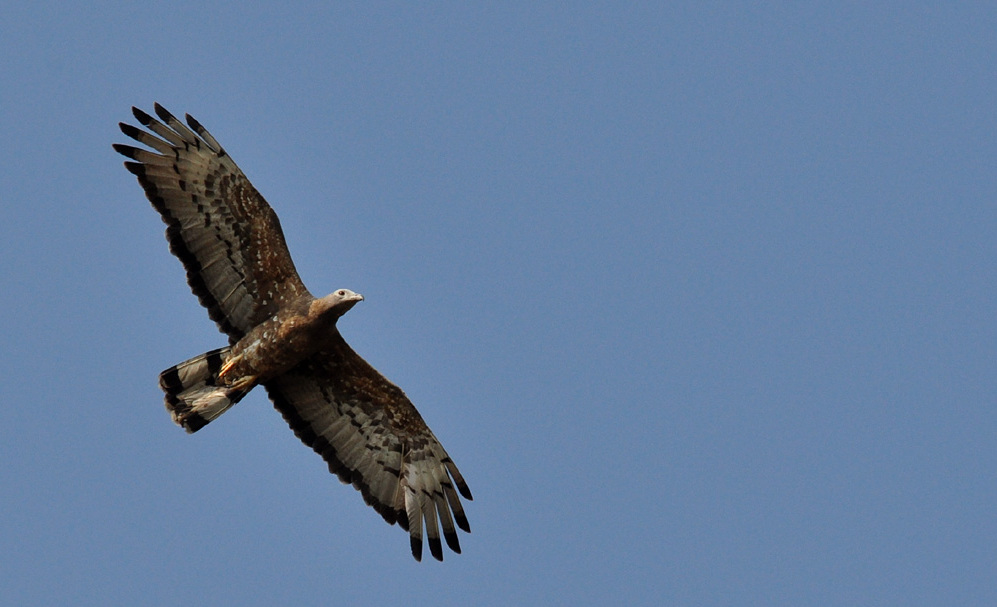
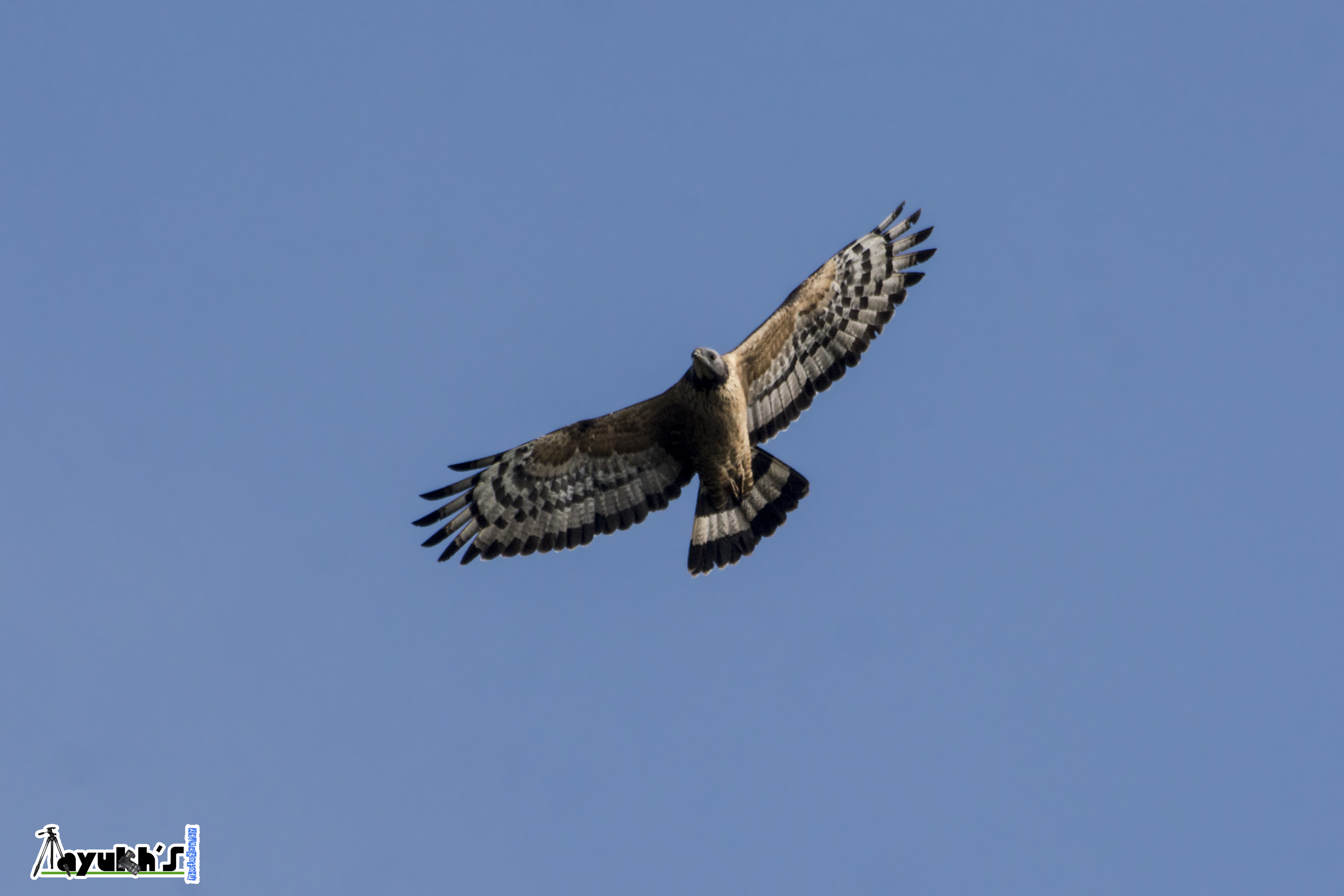
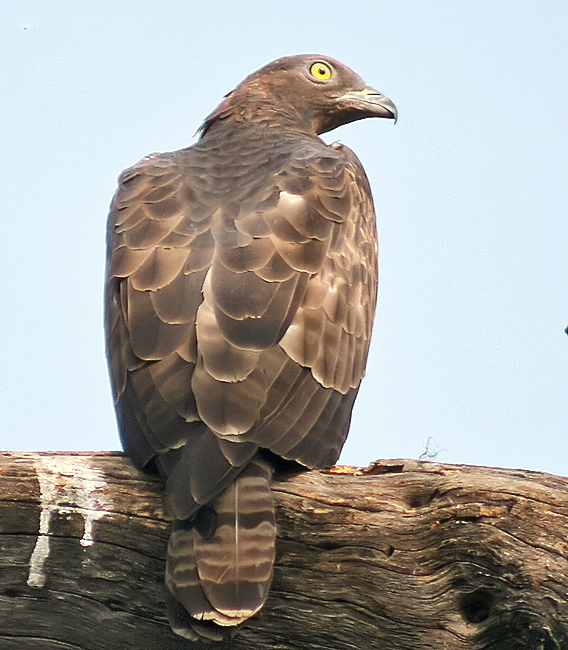